# Conidiobolus humicola
Conidiobolus humicola är en svampart som beskrevs av Sriniv. & Thirum. 1962. Conidiobolus humicola ingår i släktet Conidiobolus och familjen Ancylistaceae.   Inga underarter finns listade i Catalogue of Life.